# Junonia astrolabiensis
Junonia astrolabiensis är en fjärilsart som beskrevs av Hagen. Junonia astrolabiensis ingår i släktet Junonia och familjen praktfjärilar. Inga underarter finns listade i Catalogue of Life.